# XY-Preis für Zivilcourage
Der XY-Preis – Gemeinsam gegen das Verbrechen ist eine deutsche Auszeichnung, die unter Schirmherrschaft des Bundesinnenministers seit 2002 einmal jährlich im Herbst von der ZDF-Fernsehfahndungssendung Aktenzeichen XY … ungelöst an Menschen verliehen wird, die sich „in beispielhafter Weise für den Schutz des Lebens, der Gesundheit oder des Eigentums von Mitbürgern eingesetzt haben.“

## Geschichte und Auswahlkriterien
Der XY-Preis wurde 2002 von Eduard Zimmermann, dem langjährigen Moderator der heute von Rudi Cerne betreuten Fahndungssendung Aktenzeichen XY … ungelöst, und dem XY-Team in der deutschen Kriminalfachredaktion des ZDF ins Leben gerufen. Mit dem XY-Preis sollen Menschen ausgezeichnet werden, die im Alltag Zivilcourage bewiesen, indem sie beispielsweise eine Straftat verhinderten, zur Aufklärung einer Straftat beitrugen oder dem Opfer einer Straftat zu Hilfe kamen. Der Preis ist zum einen als Belohnung und Anerkennung gedacht, zum anderen soll er Menschen ein positives Beispiel geben und zeigen, dass Hilfe gegen Gewalt mit besonnenem Handeln möglich ist. „Niemand soll sich selbst in Gefahr bringen“, so Zimmermann 2002 bei der Vorstellung des Preises, „aber ohne ein couragiertes Miteinander der Bürger überlassen wir den Falschen das Feld.“
Kandidaten für den XY-Preis können von allen Privatpersonen, Organisationen oder Polizeidienststellen vorgeschlagen werden. Die „Fälle“ ausgewählter Kandidaten werden im Rahmen der XY-Sendung mit kurzen filmischen Rekonstruktionen vorgestellt, in den meisten Fällen spielen sich die  Preiskandidaten in den filmischen Rekonstruktionen selbst, manchmal werden diese aber auch von Darstellern bzw. Schauspielern gedoubelt, die Täter und Opfer immer, und oft wird auch nicht dort, wo das Verbrechen geschah bzw. verhindert wurde, gedreht, sondern z. B. in der Bavaria Filmstadt. In den filmischen Rekonstruktionen werden auch immer wieder uncouragierte Personen gezeigt, die sich geweigert haben zu helfen. Die Auswahl der Gewinner erfolgt durch eine Fachjury in Zusammenarbeit mit den Ermittlungsbehörden.
Der XY-Preis ist mit jeweils 10.000 Euro dotiert, die bis 2010 von dem Versicherungskonzern HDI-Gerling gestiftet wurden. Seit 2012 wird die Auszeichnung von dem Sicherheitssoftwarehersteller Kaspersky Labs GmbH gesponsert. Pro Jahr werden in der Regel drei Auszeichnungen an einzelne Personen, zwei Personen oder Personengruppen vergeben; die Preisverleihungen finden üblicherweise im September in Berlin statt. 2002 überreichte der damalige Bundesinnenminister Otto Schily die ersten XY-Preise; seither steht der Preis unter der Schirmherrschaft des jeweiligen Amtsinhabers.
2007 wurde der XY-Sonderpreis eingeführt, welcher besonders herausragende couragierte Leistungen auszeichnet. Der XY-Sonderpreis wurde bereits dreimal verliehen (2007, 2009 und 2011). Im Jahr 2009 wurde die Auszeichnung erstmals posthum und unter der Bezeichnung XY-Ehrenpreis Dominik Brunner zuerkannt, auch Tuğçe Albayrak wurde für diese posthume Auszeichnung vorgeschlagen, wurde ihr jedoch nicht zuerkannt.

## Preisträger
Bis einschließlich 2022 wurden 69 Preise an über 90 Personen verliehen:
| Jahr der Verleihung | Preisträger                       | Preisträger                       | Preisträger                                  | Preisträger                                    | Preisträger                                    | Preisträger                                    | Preisträger                                    | Preisträger                         | Preisträger                         | Preisträger                         |
| ------------------- | --------------------------------- | --------------------------------- | -------------------------------------------- | ---------------------------------------------- | ---------------------------------------------- | ---------------------------------------------- | ---------------------------------------------- | ----------------------------------- | ----------------------------------- | ----------------------------------- |
| 2002                | Lisa Hübner                       | Lisa Hübner                       | Lisa Hübner                                  | Christina Malerwein                            | Christina Malerwein                            | Christina Malerwein                            | Christina Malerwein                            | Lothar Heppner                      | Lothar Heppner                      | Lothar Heppner                      |
| 2003                | Hannelore Klausutis               | Hannelore Klausutis               | Hannelore Klausutis                          | Christine Heinrich und Holger Hoyer            | Christine Heinrich und Holger Hoyer            | Christine Heinrich und Holger Hoyer            | Christine Heinrich und Holger Hoyer            | Eric Eisner                         | Eric Eisner                         | Eric Eisner                         |
| 2004                | Yasmin Henne und Banu Hasesen     | Yasmin Henne und Banu Hasesen     | Biniam Muhur                                 | Biniam Muhur                                   | Biniam Muhur                                   | Günter Bertele und Janina Heubel               | Günter Bertele und Janina Heubel               | Günter Bertele und Janina Heubel    | Nabila Djouadi und Lilia Frick      | Nabila Djouadi und Lilia Frick      |
| 2005                | Christine und Andreas Preußinger  | Christine und Andreas Preußinger  | Dominic Schüler und Timo Weil                | Dominic Schüler und Timo Weil                  | Dominic Schüler und Timo Weil                  | Falk Glemnitz und Susann Kuschmierz            | Falk Glemnitz und Susann Kuschmierz            | Falk Glemnitz und Susann Kuschmierz | Gabriele Mester                     | Gabriele Mester                     |
| 2006                | Sonja und Wolfgang Radecker       | Sonja und Wolfgang Radecker       | Sonja und Wolfgang Radecker                  | Torben Marwede                                 | Torben Marwede                                 | Torben Marwede                                 | Torben Marwede                                 | Kerstin Schwalm                     | Kerstin Schwalm                     | Kerstin Schwalm                     |
| 2007                | Pia Michels                       | Pia Michels                       | Mohamed Iraki, Walid Iraqui und Khalil Sabra | Mohamed Iraki, Walid Iraqui und Khalil Sabra   | Mohamed Iraki, Walid Iraqui und Khalil Sabra   | Petar Link                                     | Petar Link                                     | Petar Link                          | Oxana und Ingo Schröder             | Oxana und Ingo Schröder             |
| 2008                | Michael Pieper und Peter Dahnke   | Michael Pieper und Peter Dahnke   | Michael Pieper und Peter Dahnke              | Irene Durukan                                  | Irene Durukan                                  | Irene Durukan                                  | Irene Durukan                                  | Daniela Hoff                        | Daniela Hoff                        | Daniela Hoff                        |
| 2009                | Dominik Brunner A1                | Kerstin Friedrich                 | Kerstin Friedrich                            | Kerstin Friedrich                              | Moein Ramezani und Marc Kohlert                | Moein Ramezani und Marc Kohlert                | Alexander Karamanlaki                          | Alexander Karamanlaki               | Alexander Karamanlaki               | Kaspar Krebbers                     |
| 2010                | Sonia Idir und Oliver Düll        | Sonia Idir und Oliver Düll        | Sonia Idir und Oliver Düll                   | Özlem Sibein und Familie                       | Özlem Sibein und Familie                       | Özlem Sibein und Familie                       | Özlem Sibein und Familie                       | Caroline Küchle-Maas                | Caroline Küchle-Maas                | Caroline Küchle-Maas                |
| 2011                | Georg Baur                        | Georg Baur                        | Jörg Hufmann                                 | Jörg Hufmann                                   | Jörg Hufmann                                   | Miroslaw Strecker                              | Miroslaw Strecker                              | Miroslaw Strecker                   | Marcel Gleffe                       | Marcel Gleffe                       |
| 2012                | Anke Heilbronner                  | Anke Heilbronner                  | Anke Heilbronner                             | Cedric Kelleners                               | Cedric Kelleners                               | Cedric Kelleners                               | Cedric Kelleners                               | Jan Gaetcke                         | Jan Gaetcke                         | Jan Gaetcke                         |
| 2013                | Paulina Hoppe                     | Paulina Hoppe                     | Paulina Hoppe                                | Tim Conrady                                    | Tim Conrady                                    | Tim Conrady                                    | Tim Conrady                                    | Christian Thöne                     | Christian Thöne                     | Christian Thöne                     |
| 2014                | Mara Hoffmann                     | Mara Hoffmann                     | Mara Hoffmann                                | Michele und Fabio D’Amico                      | Michele und Fabio D’Amico                      | Michele und Fabio D’Amico                      | Michele und Fabio D’Amico                      | Nicholas Martin und Markus Knobloch | Nicholas Martin und Markus Knobloch | Nicholas Martin und Markus Knobloch |
| 2015                | Manuela Droste                    | Manuela Droste                    | Manuela Droste                               | Manfred Berger                                 | Manfred Berger                                 | Manfred Berger                                 | Manfred Berger                                 | Michael Horst Dißmer                | Michael Horst Dißmer                | Michael Horst Dißmer                |
| 2016                | Carsten Röder                     | Carsten Röder                     | Carsten Röder                                | Frank Wolfgang Schmidt und Raphael Soler-Lopez | Frank Wolfgang Schmidt und Raphael Soler-Lopez | Frank Wolfgang Schmidt und Raphael Soler-Lopez | Frank Wolfgang Schmidt und Raphael Soler-Lopez | Stefan Tommek                       | Stefan Tommek                       | Stefan Tommek                       |
| 2017                | Kevin Batzler und Marcel Märkisch | Kevin Batzler und Marcel Märkisch | Kevin Batzler und Marcel Märkisch            | Marie-Isabel Kirmes                            | Marie-Isabel Kirmes                            | Marie-Isabel Kirmes                            | Marie-Isabel Kirmes                            | Saskia Jürgens                      | Saskia Jürgens                      | Saskia Jürgens                      |
| 2018                | Marie Deutsch                     | Marie Deutsch                     | Marie Deutsch                                | Ugur Altun                                     | Ugur Altun                                     | Ugur Altun                                     | Ugur Altun                                     | Jörg Neubauer                       | Jörg Neubauer                       | Jörg Neubauer                       |
| 2019                | Werner und Kevin Rast             | Werner und Kevin Rast             | Werner und Kevin Rast                        | Georg Köttner                                  | Georg Köttner                                  | Georg Köttner                                  | Georg Köttner                                  | Karsten Weisgut                     | Karsten Weisgut                     | Karsten Weisgut                     |
| 2020                | Alexander Kernstock               | Alexander Kernstock               | Alexander Kernstock                          | Luca Höppner und Finja Klenz                   | Luca Höppner und Finja Klenz                   | Luca Höppner und Finja Klenz                   | Luca Höppner und Finja Klenz                   | Thomas Schmitt                      | Thomas Schmitt                      | Thomas Schmitt                      |
| 2021                | Ahmad Al Sheikh Hussein Kames     | Ahmad Al Sheikh Hussein Kames     | Ahmad Al Sheikh Hussein Kames                | Dennis Hennig                                  | Dennis Hennig                                  | Dennis Hennig                                  | Dennis Hennig                                  | Lea-Sophie Schlömer                 | Lea-Sophie Schlömer                 | Lea-Sophie Schlömer                 |
| 2022                | Tomas Weis                        | Tomas Weis                        | Tomas Weis                                   | Sarah Jacobi                                   | Sarah Jacobi                                   | Sarah Jacobi                                   | Sarah Jacobi                                   | Chia Rabiei                         | Chia Rabiei                         | Chia Rabiei                         |
| 2023                | Klara Cuje                        | Klara Cuje                        | Klara Cuje                                   | Lothar Christen und Yelyzaveta Kryshtal        | Lothar Christen und Yelyzaveta Kryshtal        | Lothar Christen und Yelyzaveta Kryshtal        | Lothar Christen und Yelyzaveta Kryshtal        | Mohamed Al Hasan                    | Mohamed Al Hasan                    | Mohamed Al Hasan                    |

Verleihung XY-Ehrenpreis

Verleihung XY-Sonderpreis
Anmerkung